# Монголија на Светском првенству у атлетици на отвореном 2011.
Монголија је учествовала на 13. Светском првенству у атлетици на отвореном 2011. одржаном у Тегу од 27. августа до 4. септембра десети пут. Репрезентацију Монголије представљала су два атлетичара (1 мушкарац и 1 жена), који су се такмичили у две дисциплине (1 мушка и 1 женска).,
На овом првенству Монголија није освојила ниједну медаљу, нити је оборен неки рекорд.

## Учесници
| Мушкарци: - Сер-Од Бат-Очир — Маратон | Жене: - Luvsanlkhündegiin Otgonbayar — Маратон |  |

## Резултати

### Мушкарци
| Атлетичар       | Дисциплина | Лични рекорд | Квалификације | Квалификације | Финале   | Финале       | Детаљи |
| Атлетичар       | Дисциплина | Лични рекорд | Резултат      | Место         | Резултат | Место        | Детаљи |
| --------------- | ---------- | ------------ | ------------- | ------------- | -------- | ------------ | ------ |
| Сер-Од Бат-Очир | Маратон    | 2:11:35 НР   |               |               | 2:16:41  | 19 / 49 (67) |        |

### Жене
| Атлетичарка                  | Дисциплина | Лични рекорд | Квалификације | Квалификације | Финале   | Финале       | Детаљи |
| Атлетичарка                  | Дисциплина | Лични рекорд | Резултат      | Место         | Резултат | Место        | Детаљи |
| ---------------------------- | ---------- | ------------ | ------------- | ------------- | -------- | ------------ | ------ |
| Luvsanlkhündegiin Otgonbayar | Маратон    | 2:39:50      |               |               | 2:45:58  | 37 / 44 (55) |        |